# Condado de Roosevelt (Novo México)
O Condado de Roosevelt é um dos 33 condados do Estado americano do Novo México. A sede do condado é Portales, que é também a sua maior cidade. O condado possui uma área de 6358 km² (dos quais 16 km² estão cobertos por água), uma população de 18 018 habitantes, e uma densidade populacional de 3 hab/km² (segundo o censo nacional de 2000). O condado foi fundado em 1903.